# Dunning School
Con il termine Dunning School si intende indicare un gruppo di studiosi che possono essere accomunati dallo stesso punto di vista storiografico nei confronti del periodo della Ricostruzione statunitense (1865-1877).
Il gruppo prende nome dal professore della Columbia University William Archibald Dunning, i cui lavori storici riguardo al periodo della Ricostruzione ebbero una notevole influenza sui lavori successivi riguardanti lo stesso argomento sin dal momento della loro pubblicazione, a partire dai primi anni del XX secolo. In base ai risultati delle sue ricerche, Dunning sostenne l'idea che il periodo della Ricostruzione fu un autentico disastro per le sorti del Sud degli Stati Uniti. Egli sostenne questa tesi anche in qualità di insegnante, influenzando notevolmente una intera generazione di futuri storici che ampliarono e approfondirono le conseguenze di questa teoria. Il punto di vista della scuola di Dunning fu preponderante riguardo all'argomento della Ricostruzione, almeno fino a tutti gli anni sessanta. La terminologia da loro coniata, come quella di Scalawag e di Carpetbaggers, per indicare rispettivamente i bianchi repubblicani del sud e gli immigrati nordisti giunti al sud durante la Ricostruzione, ancora rimangono attuali nei lavori di storiografia americana.
Nel dare una spiegazione del successo raccolto dalle interpretazioni della Dunning School, lo storico statunitense Peter Novick ha individuato due fattori fondamentali: la necessità di riconciliare il nord con il sud della nazione, e il crescente razzismo che, sotto forma di darwinismo sociale era assurto a visione scientifica della realtà sociale, giustificando quindi tutta una serie di riletture del periodo della Ricostruzione intorno agli inizi del secolo XX volte interamente a dispregiarne gli effetti tutti a sfavore della società statunitense del sud.
Novick ha dato un esempio esaustivo dello stile di questa scuola di pensiero citandone diversi autori scrivendo:
(That Noble Dream: The "Objectivity Question" and the American Historical Profession. (1988), p. 75)
Nonostante non fosse stato allievo di Dunning, lo storico Ellis Merton Coulter rispecchia gran parte dei suoi pregiudizi teorici che insegnò per circa sessant'anni presso l'Università della Georgia e fondò la Southern Historical Association, sorta per celebrare i valori sudisti e denigrare le politiche antischiaviste degli stati del Nord America.